# ふぁん☆タメ
『ふぁん☆タメ』は、2004年3月29日から2009年3月27日まで山梨放送（YBSラジオ）で放送されていた昼のラジオ番組。
放送時間は毎週月曜日 - 金曜日13:00 - 16:30（金曜のみ16:25）の生放送。
公式サイトのライブカメラでスタジオの様子を見ることができる。
公式サイトでは番組中に流された曲やクエッション・インポッシブルの問題などを確認することもできる。

## 放送時間
- 2004年3月29日 - 2005年3月25日　12:30 - 15:27
- 2005年3月28日 - 2009年3月27日　13:00 - 16:30

## パーソナリティー
- 月・火曜　伊藤奈穂子（フリーアナウンサー（元テレビ新潟アナウンサー））
- 水曜　酒井康宜（YBSアナウンサー）
- 木・金曜　櫻井和明（YBSアナウンサー）
- スコーパーキャスター(曜日別にひとりが担当)　早川佳身 種市佳子 冨士池奈央

- 代理 - 塩沢未佳子以外はYBSアナウンサー
  - 月・火曜日(斎木洋子・当時)の代理
    - 櫻井和明,2006年4月24日,25日 (そのためこの週はすべての曜日が櫻井アナの担当となる)
    - 酒井康宜2006年5月1日,2日,6月5日,7日

  - 水～金曜日(櫻井和明)の代理
    - 穀田慎也2005年10月5日,6日(櫻井アナは夏休み)
    - 塩沢未佳子2005年10月7日(櫻井アナは夏休み),2006年5月3日(短縮放送。詳しくは下記(備考,その他)参照)
    - 酒井康宜2006年12月13日
    - 吉岡秀樹2006年12月14日

## 以前の出演者
- 山田邦子
- 木村和久
- 前田真宏（YBSアナウンサー）
- 斎木洋子

以上はパーソナリティとして出演
以下は一部コーナーの元担当者
- 金　塩沢未佳子（レポーター）
- 金　上條ひとみ（東京在住レポーター）

## 現在のコーナー一覧

### ジャパネットたかたラジオショッピング
13:22頃放送。

### テレマートラジオショッピング
14:38頃放送。月・火曜のこのコーナーはYBSのアナウンサーが担当する。ただし、番組自体の代理パーソナリティがYBSアナウンサーの場合そのアナウンサーが担当する。

### スコーパー情報
13:40頃と15:15頃の2回放送。スコーパーキャスターが車で県内を回る。
15時台のスコーパー情報ではその曜日担当のキャスターが独自にコーナーを担当している。
また、スコーパーからの中継はオープニングとエンディングでも行われる。

### クエッション・インポッシブル
14時頃放送。（ただし山梨放送アニバーサリーウィークなどは15時,16時にも放送。）解答不可能と思われるクイズを出題する。そのクイズに正解した者のみが賞品（クオカード）をゲットできるというコーナー。毎日3,000円分のクオカードをプレゼントし挑戦者が正解しなければ翌日にキャリーオーバーされていく。
14時の時報とともに解答希望する人の受付が始まる。電話参加型である。
2005年11月2日の放送で45,000円までにキャリーオーバーして、翌日3日に正解した。

### 熱烈アジアン
14:20頃月曜のみ放送。アジア各国の情報満載のコーナー。
このコーナーは765ポッドキャスティングで一部配信されている。

### DoCoMo 山梨こだわりinfo
14:20頃火曜のみ放送。モバイルバレー甲府掲載のお店を紹介する。

### 番審ランキング
14:20頃水曜のみ放送。音楽・話題などジャンルにとらわれない気になるランキングを徹底分析する。酒井康宜アナウンサーが番審委員長としてこのコーナーのみ登場。
このコーナーはBGMを消した状態(効果音はそのまま)で765ポッドキャスティングでも配信される。

### 経済サプリ
14:20頃木曜のみ放送。様々な経済の話題満載。

### ふぁん☆スポ
14:20頃金曜のみ放送。山梨周辺のお薦めスポットをその場所にかかわる人が電話で出演して紹介する。
2006年3月までは東京レポーターの上條ひとみがスタジオE-JANから東京の旬なネタを伝えていた。

### Dr.コパのひょうたんからコパ
2007年4月2日から放送。毎週月曜15:30頃放送。
リスナーからとどいた相談をDr.コパが風水の考え方を用いて解決する。
Dr.コパは山梨放送東京支社のスタジオE-JANからこのコーナーのみ登場する。

### 歌手りとリクエスト
15:30頃放送。歌詞りとリクエストの後コーナーとして2007年1月から月～火曜日に放送されている。
コーナー名は歌手,しりとり,リクエストから。
歌詞りとリクエストとの違いは歌手・グループ名でしりとりを行う点である。放送日が月曜日の場合は翌日に、火曜日の場合は翌週の月曜日にしりとりは続く。

### ハピネスクラブラジオショッピング
16:15頃放送。
以前番組終了後に放送されていた同名の番組をふぁん☆タメに内包した形で放送している。毎週木曜日放送。
この番組を内包したためふぁん☆タメ全体の放送時間が5分程度延長されたことになる。

### YBS道路交通情報
毎時50分頃放送。2006年4月3日の放送より、これまでFREE STYLEのみで使用されていた"YBS Traffic Information"というジングルが使用されるようになった。

### YBSラジオニュースと天気予報（山梨日日新聞ニュースと天気予報）
毎時52分頃放送。報道本部から放送。主に依田智子アナ,吉岡秀樹アナ,穀田慎也アナの何れかが担当することが多い。

### YBS REDIO OH MY HIT's
随時放送。YBSラジオがお薦めする楽曲を紹介するコーナー。765morningにも同じコーナーが存在する。また、2006年3月まではくちこみアルキメデスにも存在していた。

## 終了したコーナー

### FUNくらぶ
2005年12月30日まで15:30頃放送していたコーナー。後コーナーはかしりとリクエスト。
その日のテーマに合った内容をリスナーから募集するコーナー。読まれたリスナーには1タメポイントが入り月間チャンピオンにはポイント分の番組特製切手が送られる。このポイントは月末でリセットされていた。
各曜日のコーナーは月単位で度々変更されていた。
またこのコーナーについては国際FUNくらぶ委員会なるものが存在しているようで、訂正が入った場合には「国際FUNくらぶ委員会から訂正があります。」等とパーソナリティが言っていた。
主なテーマ
- 負け犬。をプロデュース-番組で流された負け犬に関するミニドラマの続きを予想する。ミニドラマには山梨放送のアナウンサーや月・火のパーソナリティの斉木などが出演。
- マネキンさんいらっしゃい
- ことわざ再生機構-昔からあることわざを現在風にアレンジ。
- サクの三語show-○○に送りたい3語(文字で最初が同じ言葉など韻を踏んだ3語)を投稿。
- シロウト・玄人-○○について△△をする人は玄人,□□をする人は素人を投稿。

など

### ピッタリはめましょう！
15:30頃放送。2006年4月3日～6月30日に放送されたコーナーで歌詞りとリクエストの後コーナー。
テーマとなる曲の一部が穴あきになっている部分にピッタリ歌詞をはめるコーナー。穴あきとなる部分に赤ちゃんの泣声や馬が走る音などの効果音をつけた状態でテーマ曲を発表する。
穴あきになっている部分の本来のメロディーにあわせて歌詞を考える必要がある。このコーナーのテーマ曲は前日の放送で発表され、留守番電話でも投稿を受け付けていた。
採用者には山梨放送のマスコットのモモオ・モモッチグッズが贈られる。

### ふぁん☆タメの白石さん
15:30頃放送。2006年7月3日～9月29日まで放送されていたコーナー。前コーナーはピッタリはめましょう！、後コーナーは歌詞りとリクエスト。
元となったのは生協の白石さん。
その回のテーマとなる相談(架空の相談)に生協の白石さんのように答えるコーナー。
採用者には山梨放送のマスコットのモモオ・モモッチグッズが贈られた。
相談者の音声はYBSのアナウンサーが担当した。

### 歌詞りとリクエスト
15:30頃放送。2006年1月4日～3月31日に放送されたコーナーでFUNくらぶの後コーナー。
また、ふぁん☆タメの白石さんの後コーナーとして2006年10月2日から再度放送された。
コーナー名は歌詞,しりとり,リクエストから。
歌詞のすばらしさを学ぶために、歌詞をもう一度振り返り、歌詞の最後の言葉を取り、次の日のリクエストはその言葉で始まる言葉の曲を募集する。ただしパーソナリティの独断により実際の文字とは違う文字が指定されるときもある。たとえば「わ」と発音する「は」が歌詞の最後だった場合は「わ」が指定されることがある。(第1回のみ指定なし)
通常のリクエストとは別である。
このコーナーでリクエストが採用されると山梨放送マスコットキャラクタのモモオ,モモッチのグッズが送られる。
このコーナーは2006年8月にも1週間限定で復活したことがある。このときは毎時間最初のリクエストをこのコーナーにあて、通常の投稿コーナー(当時はふぁん☆タメの白石さん)も放送された。

### 歌手りとリクエスト
15:30頃放送。歌詞りとリクエストの後コーナーとして2007年1月から月～火曜日に放送されている。
コーナー名は歌手,しりとり,リクエストから。
歌詞りとリクエストとの違いは歌手・グループ名でしりとりを行う点である。放送日が月曜日の場合は翌日に、火曜日の場合は翌週の月曜日にしりとりは続く。
このコーナーでリクエストが採用されると山梨放送マスコットキャラクタのモモオ,モモッチのグッズが送られる。

### WE LOVE K-POP
14:20頃月曜のみ放送。韓国の情報満載！！番組WEBサイトでは「韓国チョアヨ」「アジアンチョアヨ」と表記されることがある。
このコーナーは765ポッドキャスティングで一部配信されている。

## 番組宣伝CM
ラジオではふたりのパーソナリティがそれぞれの担当回がどのような番組なのかを紹介するCMが放送されている。このCMにはそれぞれBGM有りバージョンと無しバージョンがあるが、どちらも内容は全く同じである。このCMが流れ始めた当初、櫻井アナのCMは現在流されているものとは違うものだったが、暫くして現在のものに差し替えられた。
YBSテレビで放送されるCM(ハイビジョン制作)は各パーソナリティごとに放送直前に流されるものと、生放送中に流されるものの2種類ずつが存在する。YBSラジオのスペシャルウィークなどには別バージョンが流されることもある。ただし、テレビのCMは期間限定で放送されたもので現在は放送されていない。

## 備考・その他
- 2005年11月3日にクエッション・インポッシブルで正解を出して45000円分のクオカードを獲得したリスナーは同じ日のくちこみアルキメデスのクイズヘイ10時！でも正解を出して3000円を当てていた。そのことをコーナー中で打明けていた。
- 番組のジングルのうち「(担当パーソナリティの名前)のふぁん☆タメ！」と担当パーソナリティが喋るものは代理で穀田アナ,塩沢レポーターが担当したときには代理パーソナリティのものが流れた。
- 2006年5月3日の放送は番組内にサッカーJ1のVF甲府とFC東京の試合中継を内包したため、放送時間が13:00～13:35,16:05～16:23の分割、短縮放送となった。そのため多くのコーナーは省略された。13:35～13:45はYBS交通情報とYBSラジオニュースと天気予報を放送した。また、本来の担当である櫻井アナは試合の実況担当であったため、塩沢未佳子が担当した。16:05からの放送ではVF甲府の試合の結果などを中継を交えて振り返った。この日の放送内容は以下のとおり。
  - 13:00　オープニング
  - 13:20　テレマートラジオショッピング(この時間に本来放送しているジャパネットタカタラジオショッピングは中止)
  - 13:25　VF甲府試合前中継(-小瀬陸上競技場から　実況:櫻井和明アナ,ゲスト:火災報知器)
  - 13:35　番組中断、YBS交通情報・YBSラジオニュースと天気予報
  - 13:45　サッカーJ1 VF甲府対FC東京 戦中継
  - 16:05　番組再開、VF甲府試合後中継
  - 16:20　エンディング-16:23終了
  - 16:23　県からのお詫びとお知らせ(担当:植田有紀子アナ-通常は「県からのお知らせ」)
  - 16:25　YBSラジオニュースと天気予報(担当:依田智子アナ)